# Haste (música)
Haste ou plica é a linha que se estende a partir do círculo que forma a figura de uma nota musical. As hastes podem estender-se para cima ou para baixo. Hastes em direções opostas indicam a voz numa música polifônica escrita numa única pauta. Para melodias monofônicas, as hastes geralmente apontam para baixo em notas na linha central ou acima, e apontam para cima nas linhas inferiores. Se uma hasta aponta para cima, ela se origina do lado direito da nota; se aponta para baixo, se origina da esquerda. A exceção a esta regra é quando um acorde contém um intervalo de segunda, onde a haste fica entre as duas notas.

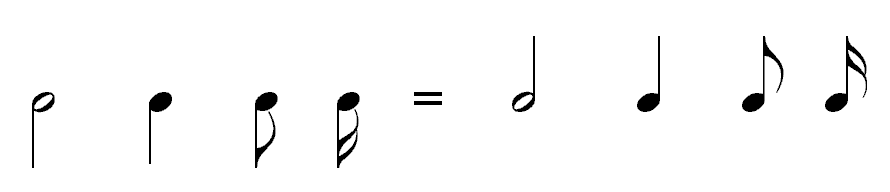
Posição da haste das notas musicais